# Солано (язык)

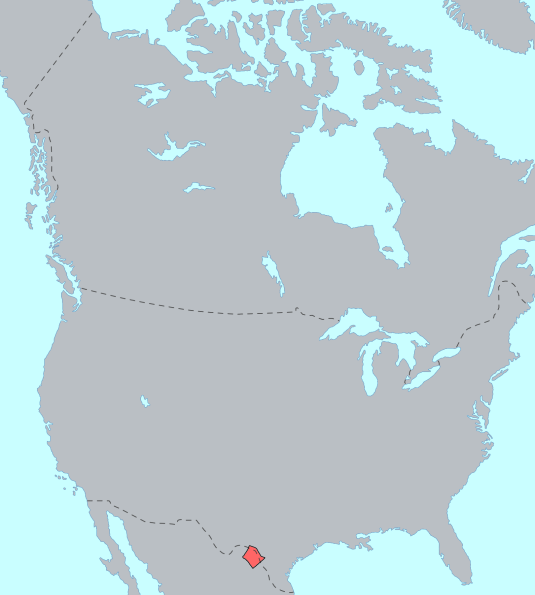
Распространение языка солано до контакта с европейцами

Солано — изолированный язык, существовавший до XVIII века на северо-востоке Мексики и, вероятно, в соседнем Техасе.
Известен только список из 21 слова, который появился в период 1703—1708 годов в книге крещёных миссии Сан-Франциско — Солано. Предположительно, язык относился к индейцам, проживавшим в области действия миссии, видимо, к племени терокодаме. Также предполагается, что носители языка солано проживали в области действия миссий XVIII века в Игл-Пасс, ныне штат Техас.